# Ray Kurzweil

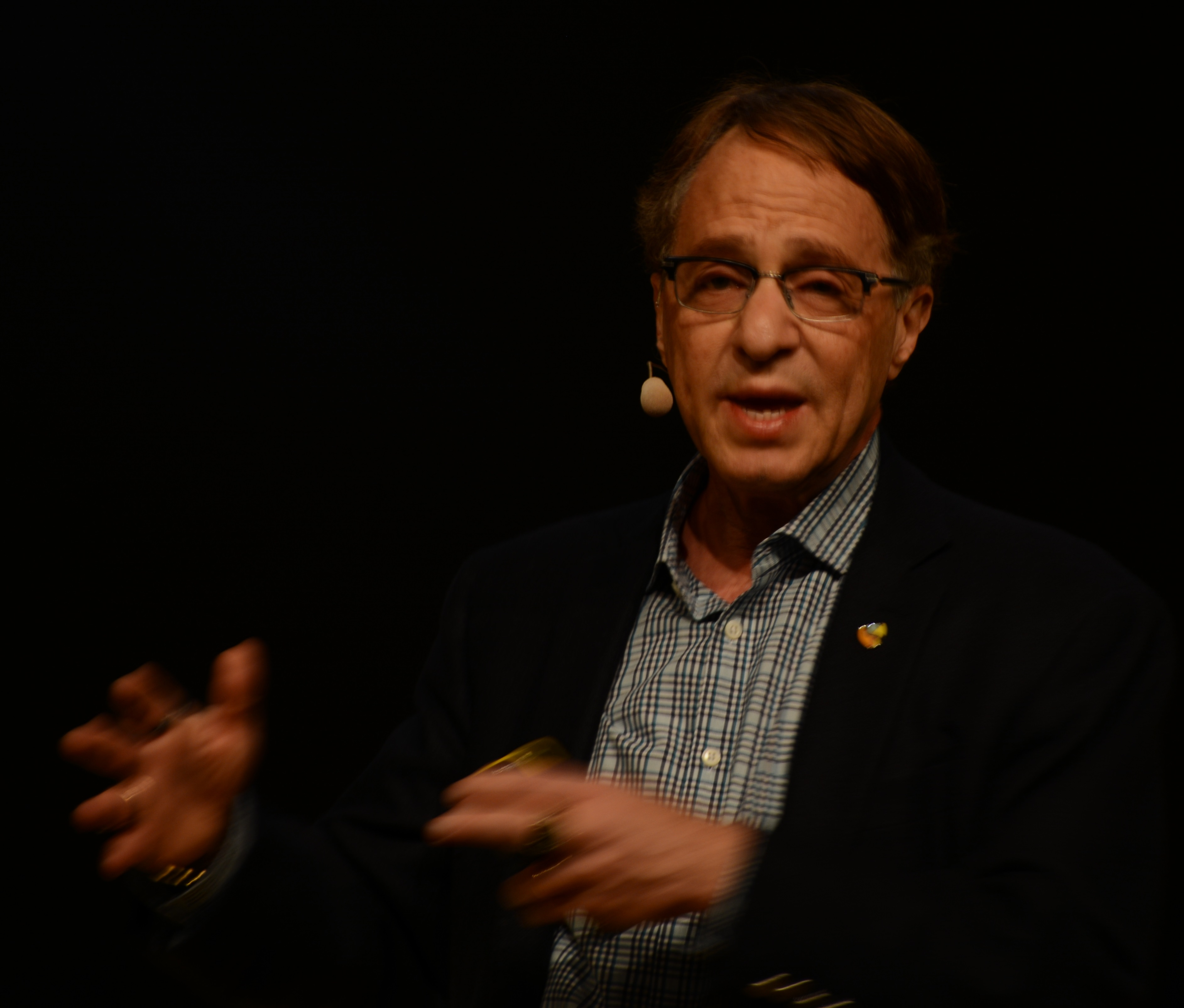
Ray Kurzweil på Nobel Week Dialogue, 2015.

Raymond "Ray" Kurzweil, född 12 februari 1948 i Queens i New York, är en amerikansk uppfinnare och futurolog. I december 2012 utsågs han till utvecklingschef på Google. Hans mest kända bok heter The Singularity Is Near.

## Biografi
Kurzweil har gjort uppfinningar och startat företag inom områden som synthesizers, talsyntes, maskinläsning och talförståelse.
Han har också varit verksam som författare och föredragshållare. Hans tema är framtiden och huvudtesen är att informationsteknologins utvecklingstakt går i enlighet med vad han kallar för "The Law of Accelerating Returns" som antyder att informationsteknologins utvecklingstakt är exponentiell och därför också just nu i förstadiet till en explosionsartad förändringstakt. Enligt Kurzweil kommer detta att leda till en teknologisk singularitet, det vill säga en teoretisk framtida tidpunkt karaktäriserad av teknologiska framsteg utan motstycke.
Konsekvenser av detta är bland annat att datorer kommer att kunna bli intelligenta och medvetna samt att människor kommer att kunna bli odödliga genom nanoteknik. Liknande idéer är vanliga inom transhumanism, men Kurzweil använder inte det begreppet då han inte anser att singulariteten kommer att innebära en övergång till posthumanism. Han påstår att en maskin kommer att klara Turingtestet år 2029 och att singulariteten inträffar 2045.
Kurzweils framtidsvisioner har kritiserats av bland andra Bill Joy som alltför optimistiska. Han är en representant för teknologisk determinism. Kurzweil är medgrundare av Singularity University. På en föreläsning i MIT 2018 påstod Kurzweil att han har uppnått longevity escape velocity.